# Pennzoil 400 2023
De Pennzoil 400 presented by Jiffy Lube 2023 was een NASCAR Cup Series race gehouden op 5 maart 2023 op de Las Vegas Motor Speedway in North Las Vegas, Nevada. De race ging over 271 ronden, verlengd van 267 ronden door een overtime-finish, op de 2,4 km lange asfaltbaan en was de derde race van het NASCAR Cup Series-seizoen 2023.

## Achtergrond
Las Vegas Motor Speedway, gelegen in Clark County, Nevada buiten de stadsgrenzen van Las Vegas en ongeveer 15 mijl ten noordoosten van de Las Vegas Strip, is een complex van 490 hectare met meerdere circuits voor motorsportraces. Het complex is eigendom van Speedway Motorsports, Inc, met hoofdkantoor het in Charlotte, North Carolina.

## Inschrijvingen
- (R) staat voor een rookie.
- (i) staat voor een coureur die niet in aanmerking komt voor punten.

| No.   | Coureur             | Team                     | Motor     |
| ----- | ------------------- | ------------------------ | --------- |
| 1     | Ross Chastain       | Trackhouse Racing Team   | Chevrolet |
| 2     | Austin Cindric      | Team Penske              | Ford      |
| 3     | Austin Dillon       | Richard Childress Racing | Chevrolet |
| 4     | Kevin Harvick       | Stewart-Haas Racing      | Ford      |
| 5     | Kyle Larson         | Hendrick Motorsports     | Chevrolet |
| 6     | Brad Keselowski     | RFK Racing               | Ford      |
| 7     | Corey LaJoie        | Spire Motorsports        | Chevrolet |
| 8     | Kyle Busch          | Richard Childress Racing | Chevrolet |
| 9     | Josh Berry (i)      | Hendrick Motorsports     | Chevrolet |
| 10    | Aric Almirola       | Stewart-Haas Racing      | Ford      |
| 11    | Denny Hamlin        | Joe Gibbs Racing         | Toyota    |
| 12    | Ryan Blaney         | Team Penske              | Ford      |
| 14    | Chase Briscoe       | Stewart-Haas Racing      | Ford      |
| 15    | J. J. Yeley         | Rick Ware Racing         | Ford      |
| 16    | A. J. Allmendinger  | Kaulig Racing            | Chevrolet |
| 17    | Chris Buescher      | RFK Racing               | Ford      |
| 19    | Martin Truex Jr.    | Joe Gibbs Racing         | Toyota    |
| 20    | Christopher Bell    | Joe Gibbs Racing         | Toyota    |
| 21    | Harrison Burton     | Wood Brothers Racing     | Ford      |
| 22    | Joey Logano         | Team Penske              | Ford      |
| 23    | Bubba Wallace       | 23XI Racing              | Toyota    |
| 24    | William Byron       | Hendrick Motorsports     | Chevrolet |
| 31    | Justin Haley        | Kaulig Racing            | Chevrolet |
| 34    | Michael McDowell    | Front Row Motorsports    | Ford      |
| 38    | Todd Gilliland      | Front Row Motorsports    | Ford      |
| 41    | Ryan Preece         | Stewart-Haas Racing      | Ford      |
| 42    | Noah Gragson (R)    | Legacy Motor Club        | Chevrolet |
| 43    | Erik Jones          | Legacy Motor Club        | Chevrolet |
| 45    | Tyler Reddick       | 23XI Racing              | Toyota    |
| 47    | Ricky Stenhouse Jr. | JTG Daugherty Racing     | Chevrolet |
| 48    | Alex Bowman         | Hendrick Motorsports     | Chevrolet |
| 51    | Cody Ware           | Rick Ware Racing         | Ford      |
| 54    | Ty Gibbs (R)        | Joe Gibbs Racing         | Toyota    |
| 77    | Ty Dillon           | Spire Motorsports        | Chevrolet |
| 78    | B. J. McLeod        | Live Fast Motorsports    | Chevrolet |
| 99    | Daniel Suárez       | Trackhouse Racing Team   | Chevrolet |
| Bron: |                     |                          |           |

## Classificatie

### Training
Kyle Larson was de snelste in de training met een tijd van 29,283 seconden en een snelheid van 296,774 km/u.
| Pos.  | No. | Coureur     | Team                 | Motor     | Tijd   | Snelheid |
| ----- | --- | ----------- | -------------------- | --------- | ------ | -------- |
| 1     | 5   | Kyle Larson | Hendrick Motorsports | Chevrolet | 29.283 | 184.407  |
| 2     | 12  | Ryan Blaney | Team Penske          | Ford      | 29.352 | 183.974  |
| 3     | 22  | Joey Logano | Team Penske          | Ford      | 29.357 | 183.943  |
| Bron: |     |             |                      |           |        |          |

### Kwalificatie
Joey Logano scoorde de pole voor de race met een tijd van 29,024 en een snelheid van 299,423 km/u.
| Pos.  | No. | Coureur             | Team                     | Motor     | R1     | R2     |
| ----- | --- | ------------------- | ------------------------ | --------- | ------ | ------ |
| 1     | 22  | Joey Logano         | Team Penske              | Ford      | 29.234 | 29.024 |
| 2     | 24  | William Byron       | Hendrick Motorsports     | Chevrolet | 29.327 | 29.165 |
| 3     | 12  | Ryan Blaney         | Team Penske              | Ford      | 29.522 | 29.205 |
| 4     | 54  | Ty Gibbs (R)        | Joe Gibbs Racing         | Toyota    | 29.295 | 29.262 |
| 5     | 8   | Kyle Busch          | Richard Childress Racing | Chevrolet | 29.356 | 29.270 |
| 6     | 5   | Kyle Larson         | Hendrick Motorsports     | Chevrolet | 29.520 | 29.308 |
| 7     | 6   | Brad Keselowski     | RFK Racing               | Ford      | 29.264 | 29.333 |
| 8     | 1   | Ross Chastain       | Trackhouse Racing Team   | Chevrolet | 29.297 | 29.387 |
| 9     | 2   | Austin Cindric      | Team Penske              | Ford      | 29.245 | 29.401 |
| 10    | 20  | Christopher Bell    | Joe Gibbs Racing         | Toyota    | 29.179 | 29.424 |
| 11    | 48  | Alex Bowman         | Hendrick Motorsports     | Chevrolet | 29.346 | —      |
| 12    | 11  | Denny Hamlin        | Joe Gibbs Racing         | Toyota    | 29.367 | —      |
| 13    | 23  | Bubba Wallace       | 23XI Racing              | Toyota    | 29.392 | —      |
| 14    | 4   | Kevin Harvick       | Stewart-Haas Racing      | Ford      | 29.411 | —      |
| 15    | 19  | Martin Truex Jr.    | Joe Gibbs Racing         | Toyota    | 29.467 | —      |
| 16    | 47  | Ricky Stenhouse Jr. | JTG Daugherty Racing     | Chevrolet | 29.562 | —      |
| 17    | 34  | Michael McDowell    | Front Row Motorsports    | Ford      | 29.582 | —      |
| 18    | 17  | Chris Buescher      | RFK Racing               | Ford      | 29.593 | —      |
| 19    | 7   | Corey LaJoie        | Spire Motorsports        | Chevrolet | 29.605 | —      |
| 20    | 14  | Chase Briscoe       | Stewart-Haas Racing      | Ford      | 29.610 | —      |
| 21    | 10  | Aric Almirola       | Stewart-Haas Racing      | Ford      | 29.611 | —      |
| 22    | 43  | Erik Jones          | Legacy Motor Club        | Chevrolet | 29.629 | —      |
| 23    | 16  | A. J. Allmendinger  | Kaulig Racing            | Chevrolet | 29.635 | —      |
| 24    | 99  | Daniel Suárez       | Trackhouse Racing Team   | Chevrolet | 29.650 | —      |
| 25    | 42  | Noah Gragson (R)    | Legacy Motor Club        | Chevrolet | 29.789 | —      |
| 26    | 3   | Austin Dillon       | Richard Childress Racing | Chevrolet | 29.810 | —      |
| 27    | 31  | Justin Haley        | Kaulig Racing            | Chevrolet | 29.823 | —      |
| 28    | 38  | Todd Gilliland      | Front Row Motorsports    | Ford      | 29.892 | —      |
| 29    | 15  | J. J. Yeley         | Rick Ware Racing         | Ford      | 29.986 | —      |
| 30    | 51  | Cody Ware           | Rick Ware Racing         | Ford      | 29.994 | —      |
| 31    | 41  | Ryan Preece         | Stewart-Haas Racing      | Ford      | 30.034 | —      |
| 32    | 9   | Josh Berry (i)      | Hendrick Motorsports     | Chevrolet | 30.153 | —      |
| 33    | 77  | Ty Dillon           | Spire Motorsports        | Chevrolet | 30.686 | —      |
| 34    | 21  | Harrison Burton     | Wood Brothers Racing     | Ford      | 0.000  | —      |
| 35    | 78  | B. J. McLeod        | Live Fast Motorsports    | Chevrolet | 0.000  | —      |
| 36    | 45  | Tyler Reddick       | 23XI Racing              | Toyota    | 0.000  | —      |
| Bron: |     |                     |                          |           |        |        |

### Race

#### Stage 1
Alleen de top 10 weergeven. 80 rondes.
| Pos.  | No. | Coureur          | Team                     | Motor     | Ptn. |
| ----- | --- | ---------------- | ------------------------ | --------- | ---- |
| 1     | 24  | William Byron    | Hendrick Motorsports     | Chevrolet | 10   |
| 2     | 5   | Kyle Larson      | Hendrick Motorsports     | Chevrolet | 9    |
| 3     | 1   | Ross Chastain    | Trackhouse Racing Team   | Chevrolet | 8    |
| 4     | 20  | Christopher Bell | Joe Gibbs Racing         | Toyota    | 7    |
| 5     | 11  | Denny Hamlin     | Joe Gibbs Racing         | Toyota    | 6    |
| 6     | 19  | Martin Truex Jr. | Joe Gibbs Racing         | Toyota    | 5    |
| 7     | 48  | Alex Bowman      | Hendrick Motorsports     | Chevrolet | 4    |
| 8     | 23  | Bubba Wallace    | 23XI Racing              | Toyota    | 3    |
| 9     | 8   | Kyle Busch       | Richard Childress Racing | Chevrolet | 2    |
| 10    | 6   | Brad Keselowski  | RFK Racing               | Ford      | 1    |
| Bron: |     |                  |                          |           |      |

#### Stage 2
Alleen de top 10 weergeven. 85 rondes.
| Pos.  | No. | Coureur          | Team                   | Motor     | Ptn. |
| ----- | --- | ---------------- | ---------------------- | --------- | ---- |
| 1     | 24  | William Byron    | Hendrick Motorsports   | Chevrolet | 10   |
| 2     | 5   | Kyle Larson      | Hendrick Motorsports   | Chevrolet | 9    |
| 3     | 48  | Alex Bowman      | Hendrick Motorsports   | Chevrolet | 8    |
| 4     | 19  | Martin Truex Jr. | Joe Gibbs Racing       | Toyota    | 7    |
| 5     | 20  | Christopher Bell | Joe Gibbs Racing       | Toyota    | 6    |
| 6     | 23  | Bubba Wallace    | 23XI Racing            | Toyota    | 5    |
| 7     | 1   | Ross Chastain    | Trackhouse Racing Team | Chevrolet | 4    |
| 8     | 11  | Denny Hamlin     | Joe Gibbs Racing       | Toyota    | 3    |
| 9     | 6   | Brad Keselowski  | RFK Racing             | Ford      | 2    |
| 10    | 4   | Kevin Harvick    | Stewart-Haas Racing    | Ford      | 1    |
| Bron: |     |                  |                        |           |      |

#### Stage 3 / definitieve resultaten
102 rondes
| Pos.  | Grid | No. | Coureur             | Team                     | Motor     | Rondes | Ptn. |
| ----- | ---- | --- | ------------------- | ------------------------ | --------- | ------ | ---- |
| 1     | 2    | 24  | William Byron       | Hendrick Motorsports     | Chevrolet | 271    | 60   |
| 2     | 6    | 5   | Kyle Larson         | Hendrick Motorsports     | Chevrolet | 271    | 53   |
| 3     | 11   | 48  | Alex Bowman         | Hendrick Motorsports     | Chevrolet | 271    | 46   |
| 4     | 13   | 23  | Bubba Wallace       | 23XI Racing              | Toyota    | 271    | 41   |
| 5     | 10   | 20  | Christopher Bell    | Joe Gibbs Racing         | Toyota    | 271    | 45   |
| 6     | 9    | 2   | Austin Cindric      | Team Penske              | Ford      | 271    | 31   |
| 7     | 15   | 19  | Martin Truex Jr.    | Joe Gibbs Racing         | Toyota    | 271    | 42   |
| 8     | 27   | 31  | Justin Haley        | Kaulig Racing            | Chevrolet | 271    | 29   |
| 9     | 14   | 4   | Kevin Harvick       | Stewart-Haas Racing      | Ford      | 271    | 29   |
| 10    | 24   | 99  | Daniel Suárez       | Trackhouse Racing Team   | Chevrolet | 271    | 27   |
| 11    | 12   | 11  | Denny Hamlin        | Joe Gibbs Racing         | Toyota    | 271    | 35   |
| 12    | 8    | 1   | Ross Chastain       | Trackhouse Racing Team   | Chevrolet | 271    | 37   |
| 13    | 3    | 12  | Ryan Blaney         | Team Penske              | Ford      | 271    | 24   |
| 14    | 5    | 8   | Kyle Busch          | Richard Childress Racing | Chevrolet | 271    | 25   |
| 15    | 36   | 45  | Tyler Reddick       | 23XI Racing              | Toyota    | 271    | 22   |
| 16    | 21   | 10  | Aric Almirola       | Stewart-Haas Racing      | Ford      | 271    | 21   |
| 17    | 7    | 6   | Brad Keselowski     | RFK Racing               | Ford      | 271    | 23   |
| 18    | 23   | 16  | A. J. Allmendinger  | Kaulig Racing            | Chevrolet | 271    | 19   |
| 19    | 22   | 43  | Erik Jones          | Legacy Motor Club        | Chevrolet | 270    | 18   |
| 20    | 19   | 7   | Corey LaJoie        | Spire Motorsports        | Chevrolet | 270    | 17   |
| 21    | 18   | 17  | Chris Buescher      | RFK Racing               | Ford      | 270    | 16   |
| 22    | 4    | 54  | Ty Gibbs (R)        | Joe Gibbs Racing         | Toyota    | 270    | 15   |
| 23    | 31   | 41  | Ryan Preece         | Stewart-Haas Racing      | Ford      | 270    | 14   |
| 24    | 16   | 47  | Ricky Stenhouse Jr. | JTG Daugherty Racing     | Chevrolet | 270    | 13   |
| 25    | 17   | 34  | Michael McDowell    | Front Row Motorsports    | Ford      | 270    | 12   |
| 26    | 34   | 21  | Harrison Burton     | Wood Brothers Racing     | Ford      | 269    | 11   |
| 27    | 26   | 3   | Austin Dillon       | Richard Childress Racing | Chevrolet | 269    | 10   |
| 28    | 20   | 14  | Chase Briscoe       | Stewart-Haas Racing      | Ford      | 269    | 9    |
| 29    | 32   | 9   | Josh Berry (i)      | Hendrick Motorsports     | Chevrolet | 269    | 0    |
| 30    | 25   | 42  | Noah Gragson (R)    | Legacy Motor Club        | Chevrolet | 269    | 7    |
| 31    | 28   | 38  | Todd Gilliland      | Front Row Motorsports    | Ford      | 268    | 6    |
| 32    | 35   | 78  | B. J. McLeod        | Live Fast Motorsports    | Chevrolet | 266    | 5    |
| 33    | 29   | 15  | J. J. Yeley         | Rick Ware Racing         | Ford      | 265    | 4    |
| 34    | 33   | 77  | Ty Dillon           | Spire Motorsports        | Chevrolet | 265    | 3    |
| 35    | 30   | 51  | Cody Ware           | Rick Ware Racing         | Ford      | 259    | 2    |
| 36    | 1    | 22  | Joey Logano         | Team Penske              | Ford      | 183    | 1    |
| Bron: |      |     |                     |                          |           |        |      |

#### Statistieken
- Wisselingen van leiding: 13 onder 8 verschillende coureurs
- Cautions: 4 voor 26 ronden
- Rode vlaggen: 0
- Racetijd: 2 uur, 50 minuten en 35 seconden
- Gemiddelde snelheid: 230,10 km/u

## Tussenstanden kampioenschap
|       | Pos | Coureur             | Punten    |
| ----- | --- | ------------------- | --------- |
|       | 1   | Ross Chastain       | 129       |
| 1     | 2   | Alex Bowman         | 126 (–3)  |
| 1     | 3   | Kevin Harvick       | 108 (–21) |
| 1     | 4   | Daniel Suárez       | 104 (–25) |
| 6     | 5   | Martin Truex Jr.    | 102 (–27) |
| 3     | 6   | Denny Hamlin        | 99 (–30)  |
| 8     | 7   | Christopher Bell    | 94 (–35)  |
|       | 8   | Kyle Busch          | 92 (–37)  |
| 7     | 9   | Joey Logano         | 92 (–37)  |
| 4     | 10  | Chris Buescher      | 90 (–39)  |
| 1     | 11  | Brad Keselowski     | 87 (–42)  |
| 5     | 12  | Ricky Stenhouse Jr. | 86 (–43)  |
| 16    | 13  | William Byron       | 85 (–44)  |
| 10    | 14  | Kyle Larson         | 85 (–44)  |
| 3     | 15  | Ryan Blaney         | 81 (–48)  |
| 10    | 16  | Bubba Wallace       | 69 (–60)  |
| Bron: |     |                     |           |

|  | Pos | Constructeur | Punten   |
|  | --- | ------------ | -------- |
|  | 1   | Chevrolet    | 120      |
|  | 2   | Ford         | 98 (–22) |
|  | 3   | Toyota       | 98 (–22) |